# Molnár József (grafikus)
Molnár József (Marosvásárhely, 1907. május 16. – Bécs, 1983. december 4.) romániai magyar grafikus, plakáttervező.

## Élete és munkássága
Középiskolai tanulmányait szülővárosa Református Kollégiumában végezte, a berlin-charlottenburgi képzőművészeti főiskola növendéke 1928 és 1932 között. A német fővárosban az avantgárd színházművészet (Brecht, Piscator) és a Bauhaus eredményei keltették fel érdeklődését. 1933-tól Bukarestben készített kereskedelmi és turisztikai reklámokat. Részt vett az 1939-es New York-i világkiállítás román pavilonjának díszítő munkálataiban, majd a Leech Illustrators reklámügynökség munkatársa lett. A háborús éveket munkaszolgálatosként Bukarestben töltötte, itt kapcsolódott be a társadalmi-politikai plakáttervező munkába. 1948 és 1972 között a Nicolae Grigorescu Képzőművészeti Főiskola tanára, a reklámgrafika előadója, majd tanszékvezető volt. Tanítványai között volt Bardócz Lajos és Bencsik János.
Epigrammatikus tömörségű plakátjaival a műfaj nemzetközileg elismert alkotói közé emelkedett, és foglalkozott könyvgrafikával is. Több egyéni kiállítást szervezett Bukarestben és erdélyi városokban; Milánóban a díszítőművészeti triennálé aranyérmét nyerte el 1957-ben, Tbilisziben a nemzetközi turisztikai plakátkiállításon különdíjjal jutalmazták 1972-ben. Közlekedési baleset érte 1979-ben, lábadozása idején készítette el tizenöt darabból álló színházi Shakespeare-plakátsorozatát.